# Daniele Vineis
Daniele Vineis (Mongrando, Biella, 1953) is een hedendaags Italiaans componist, dirigent en slagwerker.

## Levensloop
Vineis studeerde slagwerk en compositie bij Gilberto Bosco aan het Conservatorio di Musica  "Antonio Vivaldi" di Alessandria. Verder deed hij studies aan het Studio di Musica Elettronica di Torino (S.M.E.T.) en voor hedendaagse muziek en improvisatie aan het Institut National de l’Education populaire (I.N.E.P.) in Parijs. Om zijn vakbekwaamheid te voltooien werkte hij ook in de groep "PERCUSTRA"  van Christian Hamouy en zijn Les Percussions de Strasbourg mee.
Daarna werkte hij in verschillende orkesten, ensembles en kamerorkesten mee, die speciaal op festivals van hedendaagse muziek optredens verzorgden, zo onder andere Biennale di Venezia,  Festival van Hamburg, (Duitsland),  Biennale van Zagreb, (Kroatië),  Cantiere  internazionale  di  Montepulciano,  Festival Antidogma,  Camerata  Casella  di Torino,  Gaudeamus  Amsterdam, Huddersfield contemporary music festival,  Festival van Zürich, Festival di Ginevra, (Zwitserland), Festival de Alicante, (Spanje), Centre Georges Pompidou, Parijs (Frankrijk), Festival van Tokio, (Japan), Festival Cervantino van Mexico-Stad, (Mexico). 
Hij stichtte het Demoé Percussion Ensemble en is van dit ensemble ook dirigent. Verder is hij artistiek directeur van het Orchestra Provinciale LAboratorio Biellese. 
Tegenwoordig is hij docent aan het Istituto  Musicale Pareggiato in Aosta, en aan de Scuola di Animazione Musicale in Lecco. 
Als componist schreef hij elektronische muziek, kamermuziek en werken voor orkest en harmonieorkest.

## Composities (selectie)

### Werken voor orkest
- 1980 La superficie modificante, muziek voor de opening van het "Centro Domus" in Milaan (in samenwerking met: Marco DiCastri)
- 1982 Ambienti di Transito, muziek voor de opening van het Centro  "Ellisse" in Napels (in samenwerking met: Marco DiCastri)
- 2002 La voce del cuore, voor orkest
- 2004 Tetraktys
- 2005 Milonga, voor kamerorkest
- 2005 Freedom
- 2005 Tutto dentro lo stesso bicchiere, voor piano en orkest

### Werken voor harmonieorkest
- 2000 La passione di Cristo, voor gemengd koor en harmonieorkest (samen met: Massimo Folli)
- 2003 Suite Berbére

### Toneelwerken
- 1974 G – S (gesto-suono), voor 3 piano's en 3 geluidsbanden
- 1989 Elektra, schouwspel muziek - tekst: Hugo von Hoffmannsthal
- 1992 Tremolina
- 1997 ...e fu così che Pipet riuscì a farla anche a S. Pietro

### Werken voor koor
- 1991 La neige, voor gemengd koor
- 1991 Danza infantile, voor kinderkoor en 4 slagwerkers
- 1992 Alleluja, voor gemengd koor
- 1997 Re di Pietra – Loto, voor kinderkoor, 12 slagwerkers, 2 hoorns en 2 trombones
- 2002 Audi Filia (S. Caeciliae Virginis et Martyris), graduale voor gemengd koor

### Vocale muziek
- 1989 Danza, voor vrouwenstem en bongo

### Kamermuziek
- 1992 F/Rammenti Ezio, voor fluit, piano en slagwerk
- 1992 Chiasmo, voor vier trombones
- 1992 Varianti, voor twee piano's en twee slagwerkers
- 1994 Una Scultura, voor altviool, 3 cello's en contrabas
- 2001 Sonata "3 scene infantili", voor slagwerk en piano

### Werken voor piano
- 1975 Improvviso, voor piano

### Werken voor slagwerk
- 1979 Piccola Danza, voor xylofoon en marimba (4 spelers)
- 1987 Segreti Spazi, voor 9 slagwerkers (in samenwerking met: Enrico Strobino en Paolo Cerlati
- 1989 Cieli d’Africa, voor 20 tamboers
- 1992 Lombok, voor 5 slagwerkers
- 1992 Kumoijoshi, voor 5 slagwerkers
- 1992 Mokp’o, voor 5 slagwerkers
- 1992 Metal, voor 5 slagwerkers
- 1992 Forma e Vacuità, voor 5 slagwerkers
- 1993 Il castello dei ritmi incrociati, voor zes slagwerkers
  1. Sonata
  2. Il viaggio
  3. Ewig
- 1994 Zappiana, divertimento over thema's van Frank Zappa voor 6 slagwerkers
- 2001 To Join Together "Canone degli arrivi", voor 15 slagwerkers
- 2001 Le sette notti, suite voor 5 slagwerkers
- 2002 Pic Carrel, voor 5 slagwerkers

### Elektronische muziek
- 1974 Progetto P1
- 1974 Shri Yantra
- 1993 Giorgio Cigna, voor vier slagwerkers en geluidsband
- 1999 Mare Nostrum, voor geluidsband